# Ordishia klagesi
Ordishia klagesi är en fjärilsart som beskrevs av Rothschild 1909. Ordishia klagesi ingår i släktet Ordishia och familjen björnspinnare. Inga underarter finns listade i Catalogue of Life.